# Andrei Iàkovlevitx Eixpai
Andrei Iàkovlevitx Eixpai (Kozmodemiansk (República de Mari-El,), 15 de maig, 1925 - Mocou, 8 de novembre, 2015), va ser un compositor soviètic. Va rebre el títol d'Artista del Poble de l'URSS el 1981.

## Biografia
Eixpai era fill d'un pare Mari i una mare russa. Un veterà de la Segona Guerra Mundial de l'Exèrcit Roig, va estudiar piano al Conservatori de Moscou de 1948 a 1953 amb Vladímir Sofronitski, i composició amb Nikolai Rakov, Nikolai Miaskovski i Evgeny Golubev. Va realitzar els seus estudis de postgrau amb Aram Khatxaturian de 1953 a 1956.
Eixpai era fill del compositor Yakov Eixpai, i el pare del cineasta Andrei Andreyevich Eixpai.
El 8 de novembre de 2015, Eshpai va morir a Moscou d'un ictus als 90 anys.

## Família
- Pare - Yakov Andreevich Eixpai (1890-1963), compositor, musicòleg-folklorista, mestre de cor i professor.
- Mare - Valentina Konstantinovna Togaeva (1897-1982), professora de llengua i literatura russa, germana del compositor txuvaix Anatoly Nikolaevich Togaev.[8]
  - Germà - Valentin, va ser redactat pel RVC soviètic de Moscou, va desaparèixer en batalles al territori de la regió de Leningrad el 15/08/1941.[9][10]
- Esposa - Alexandra Mikhailovna Eixpai (1927-2024),[11] pianista, va treballar com a cap del departament de música per a piano a l'editorial Composer.
  - Fill - Andrey Eixpai[12] (nascut el 1956), director de cinema, guionista i productor de cinema, Artista Honorat de la Federació Russa (2005).
    - Néta - Maria Eixpai (nascuda el 1986), pianista.[13]

  - Fill - Valentin Eixpai[12] (1953-2016), crític de cinema, investigador del Film Institute.[14]
    - Net - Valentin Eixpai, càmera.

## Premis i títols
Títols honorífics

- Artista honorat de la República Socialista Soviètica Autònoma de Mari (1960)
- Artista honorat de la República Socialista Soviètica Autònoma de Yakut (1964)
- Artista honorat de la RSFSR (1969)
- Artista honorat de la República Socialista Soviètica Autònoma de Mordovia (1973)
- Artista popular de la RSFSR (1975)
- Artista popular de l'URSS (1981) - pels grans serveis en el desenvolupament de l'art musical soviètic[15]
- Artista honorat de la República Socialista Soviètica Autònoma de Txuvaix (1982)[16]
- Artista popular de la República Socialista Soviètica Autònoma de Mari (1983)[17]

Premis

- Premi Estatal de l'URSS (1976) - per la cantata "Lenin és amb nosaltres" (a les paraules de V.V. Maiakovski) i el 2n concert per a piano i orquestra
- Premi Lenin (1986) - per a un concert per a oboè i orquestra (1982), "Cançons de Muntanya i Prat Mari" (1983)
- Premi del Govern de la Federació Russa en l'àmbit de la cultura (2010) - per la creació d'un cicle d'obres musicals per a instruments orquestrals i una orquestra simfònica[18]

Ordres i medalles

- Ordre de l'Estrella Roja (1945)[30]
- Orde de la Insígnia d'Honor (1967)
- Ordre de la Bandera Roja del Treball (1971)
- Ordre de Lenin (1985)[19]
- Orde de la Guerra Patriòtica, II grau (1985)[20]
- Orde del Mèrit de la Pàtria, IV grau (2000) - per la seva gran contribució al desenvolupament de l'art musical rus.[21]
- Order of Friendship (2010) - per la seva gran contribució al desenvolupament de l'art musical rus i molts anys d'activitat creativa[22]
- Ordre del Mèrit de la República Txuvaixa (2008)[23][24] Medalla "Per la victòria sobre Alemanya a la Gran Guerra Patriòtica de 1941-1945"[25]
- Medalla "Per la captura de Berlín"
- Medalla "Per l'Alliberament de Varsòvia"
- Medalla "Per Varsòvia 1939-1945"
- Medalla "Per un treball valent en la Gran Guerra Patriòtica de 1941-1945"
- Medalla "Vint anys de victòria a la Gran Guerra Patriòtica 1941-1945" (1965)
- Medalla "Trenta anys de victòria a la Gran Guerra Patriòtica 1941-1945" (1975)
- Medalla "Quarenta anys de victòria a la Gran Guerra Patriòtica 1941-1945" (1985)
- Medalla "50 anys de victòria a la Gran Guerra Patriòtica 1941-1945" (1995)
- Medalla "60 anys de victòria a la Gran Guerra Patriòtica 1941-1945" (2005)
- Medalla "65 anys de victòria a la Gran Guerra Patriòtica 1941-1945" (2010)
- Medalla "70 anys de victòria a la Gran Guerra Patriòtica 1941-1945" (2015)
- Medalla "50 anys de les forces armades de l'URSS" (1968)
- Medalla "60 anys de les Forces Armades de l'URSS" (1978)
- Medalla "70 anys de les Forces Armades de l'URSS" (1988)
- Medalla Zhukov
- Medalla “Per un treball valent. En commemoració del 100è aniversari del naixement de Vladimir Ilitx Lenin"
- Medalla "Veterà del Treball"
- Medalla "En memòria del 850 aniversari de Moscou"

## Altres premis, premis i reconeixements públics
- Premi Ciutat de Moscou en el camp de la literatura i l'art (nominació "Art musical") (2010) - per la creació de pintures simfòniques
- "Somnis" i la segona edició de la Sisena Simfonia (Litúrgica)[26]
- El màxim premi públic rus és la insígnia de l'orde de Sant Alexandre Nevski "Per al treball i la pàtria"[27]
- Premi d'Honor de la RAO "Per la contribució al desenvolupament de la ciència, la cultura i l'art"[28]
- Membre del Consell Internacional de Música de la UNESCO (des de 1977)
- Membre honorari de la Societat que porta el nom. F. Liszt (1979, EUA)
- Acadèmic de l'Acadèmia Russa d'Arts Cinematogràfiques[29]
- Professor honorari del Conservatori de Moscou
- President honorari de la comunitat Mari El a Moscou
- Ciutadà d'honor de Yoshkar-Ola (1988)
- Ciutadà d'honor de Kozmodemyansk (1983)

## Memòria
- A Kozmodemyansk, una escola d'art infantil porta el nom d'Andrei Eixpai.
- A Kozmodemyansk, en memòria del compositor, es va instal·lar una placa commemorativa al carrer Chernyshevsky, 43.
- Des de l'any 2013, a Yoshkar-Ola se celebra la competició-festival de joves músics de tota Rússia que porta el nom d'Andrei Eixpai.
- La gran sala de concerts del Col·legi Republicà de Cultura i Arts de Mari que porta el nom de I. S. Palantai a Yoshkar-Ola porta el nom d'Andrei Eixpai.
- L'any 2019 es va convocar un concurs a la República de Mari El per al millor disseny de monuments a personatges culturals i públics famosos del poble de Mari, entre els quals hi ha A. Ya. Els resultats del concurs es donaran a conèixer el 2020.[30]
- L'1 d'octubre de 2020, com a part dels actes del XI Congrés del poble Mari a Yoshkar-Ola, es va col·locar una pedra al lloc del futur monument al compositor Andrei Eixpai prop de l'edifici de la Facultat de Música Acadèmica de la Mari Republican College of Culture and Arts porta el nom de I. S. Palantai.[31] L'1 de setembre de 2022 va tenir lloc la gran inauguració del monument (bust de l'escultor A. Chebanenko).[32][33]
- El 26 de maig de 2021, es va prendre la decisió d'anomenar l'aeroport de Yoshkar-Ola amb el nom d'Andrei Yakovlevich Eixpai.[34]
- Des del 2021, Yoshkar-Ola acull el Festival d'Òpera Andrei Eixpai.[35]